# Liste der Kulturgüter in Rüegsau
Die Liste der Kulturgüter in Rüegsau enthält alle Objekte in der Gemeinde Rüegsau im Kanton Bern, die gemäss der Haager Konvention zum Schutz von Kulturgut bei bewaffneten Konflikten, dem Bundesgesetz vom 20. Juni 2014 über den Schutz der Kulturgüter bei bewaffneten Konflikten sowie der Verordnung vom 29. Oktober 2014 über den Schutz der Kulturgüter bei bewaffneten Konflikten unter Schutz stehen.
Objekte der Kategorien A und B sind vollständig in der Liste enthalten, Objekte der Kategorie C fehlen zurzeit (Stand: 7. April 2024). Unter übrige Baudenkmäler sind Objekte zu finden, die im Bauinventar des Kantons Bern als «schützenswert» verzeichnet sind.

## Kulturgüter
| Foto |                                                                                         | Objekt                                                       | Kat. | Typ | Standort                              | Beschreibung |
| ---- | --------------------------------------------------------------------------------------- | ------------------------------------------------------------ | ---- | --- | ------------------------------------- | --- |
| ja   | Datei hochladen · Wikidata zu Holzbrücke - Teil Rüegsau (Q117068266)                    | Holzbrücke KGS-Nr.: 10492                                    | A    | G   | Winterseistrasse 615986 / 207784      | Die 1839 erbaute gedeckte Holzbrücke über die Emme stand ursprünglich 800 m weiter flussaufwärts und wurde 1956–1958 an den heutigen Standort versetzt. Die imposante pfeilerlose Bogenbrücke unter schindelgedecktem Walmdach besitzt eine Spannweite von 58 m. Durch die Kombination der Bogenkonstruktion mit einem Hänge- und Sprengwerk ist sie ausserordentlich tragfähig. Die klassizistischen Portale werden Johann Daniel Osterrieth zugeschrieben. Das Objekt liegt hälftig auf dem Gemeindegebiet von Rüegsau (KGS-Nr. 10492) und Hasle bei Burgdorf (KGS-Nr. 930) |
| ja   | Datei hochladen · Wikidata zu Reformierte Kirche mit Pfarrhaus und Ofenhaus (Q29674751) | Reformierte Kirche mit Pfarrhaus und Ofenhaus KGS-Nr.: 01189 | B    | G   | Pfarrhausweg 5, 9, 11 617932 / 208220 | Die um 1130 bis 1150 erbaute Klosterkirche des Klosters Rüegsau präsentiert sich heute nach mehreren Umbauten als Putzbau unter Walmdach mit Dachreiter. Die östliche Hälfte der ursprünglich romanischen Kirche wurde 1528 im Zuge der Reformation abgebrochen. Daneben steht das 1630/32 auf den Grundmauern des westlichen Klosterflügels erbaute Pfarrhaus, ein nachgotischer Putzbau mit Sandsteingliederungen, abgeknicktem Viertelwalmdach und traufseitig halbrundem Treppenturm. Gegenüber der zwei Gebäude steht das Ofenhaus von 1765.                             |
| ja   | Datei hochladen · Wikidata zu Reformierte Kirche Rüegsbach (Q29674766)                  | Reformierte Kirche KGS-Nr.: 01190                            | B    | G   | Rüegsbach, Oberdorf 4 619240 / 209240 | Im 15. Jahrhundert als Filialkapelle des 1528 aufgehobenen Klosters Rüegsau erbautes Kirchengebäude. Rechteckiges Kirchenschiff mit barockem Vordach und Dachreiter. Der niedrige Chor wurde unter Einbezug der ehemaligen Sakristei verbreitert. Im Innern spätgotische Bretterdecke mit Schnitzfriesen aus der Zeit um 1500 und Glasfenster von Leo Steck (1935). |

## Übrige Baudenkmäler
Hinweis: Anstelle der KGS-Nummer wird als Objekt-Identifikator (ID) die Grundstücksnummer verwendet.
| ID   | Foto |                                                                     | Objekt                                       | Typ | Standort                                                | Beschreibung                                                                                         |
| ---- | ---- | ------------------------------------------------------------------- | -------------------------------------------- | --- | ------------------------------------------------------- | --- |
| 7    | BW   | Datei hochladen                                                     | Speicher (1777)                              | G   | Mättenhof 5a 618897 / 208582                            | |
| 43   | ja   | Datei hochladen                                                     | Bauernhaus (1758)                            | G   | Bifang 4 617354 / 208098                                | |
| 43   | ja   | Datei hochladen                                                     | Speicher (1766)                              | G   | Bifang 4a 617320 / 208116                               | |
| 55   | ja   | Datei hochladen                                                     | Bauernhaus (1834)                            | G   | Bifang 1 617331 / 208017                                | |
| 55   | BW   | Datei hochladen                                                     | Speicher (1843)                              | G   | Bifang 1b 617293 / 208033                               | |
| 55   | ja   | Datei hochladen                                                     | Stöckli (1900)                               | G   | Bifang 2 617298 / 207997                                | |
| 55   | ja   | Datei hochladen                                                     | Küherhaus mit Ofenhausraum (1750)            | G   | Bifang 3 617322 / 208069                                | |
| 77   | ja   | Datei hochladen                                                     | Wohnstock mit Schmiede (1844)                | G   | Rüegsauschachen, Alte Rüegsaustrasse 32 616892 / 207513 | |
| 78   | BW   | Datei hochladen                                                     | Bauernhaus (um 1800)                         | G   | Mättenhof 3 619121 / 208688                             | |
| 78   | BW   | Datei hochladen                                                     | Speicher (1723)                              | G   | Mättenhof 3a 619153 / 208677                            | |
| 101  | BW   | Datei hochladen                                                     | Bauernhaus (1848)                            | G   | Hinterbrittern 2 620516 / 212374                        | |
| 119  | ja   | Datei hochladen                                                     | Gasthof zur Sonne (1911)                     | G   | Rüegsauschachen, Rüegsaustrasse 1 616622 / 207372       | |
| 137  | BW   | Datei hochladen                                                     | Stöckli (1755)                               | G   | Burkhalten 4 620092 / 208845                            | |
| 142  | BW   | Datei hochladen                                                     | Speicher (1705)                              | G   | Wydithub 1a 618274 / 209370                             | |
| 153  | ja   | Datei hochladen · Wikidata zu Pfarrhaus Kirche Rüegsau (Q116951762) | Pfarrhaus (1630–32)                          | G   | Pfarrhausweg 9 617924 / 208198                          | |
| 168  | BW   | Datei hochladen                                                     | Bauernhaus (1861)                            | G   | Hagsbach 2 619171 / 207839                              | |
| 172  | BW   | Datei hochladen                                                     | Speicher (1765)                              | G   | Neuegglehn 1b 621649 / 210187                           | |
| 185  | ja   | Datei hochladen                                                     | Schmiede (1662)                              | G   | Hauptstrasse 54 617856 / 208256                         | |
| 187  | BW   | Datei hochladen                                                     | Speicher (1776)                              | G   | Neuhaus 1a 618508 / 208357                              | |
| 187  | BW   | Datei hochladen                                                     | Bauernhaus (1695)                            | G   | Neuhaus 3 618685 / 208298                               | |
| 188  | BW   | Datei hochladen                                                     | Bauernhaus (1808)                            | G   | Eugstern 3 620870 / 211861                              | |
| 188  | BW   | Datei hochladen                                                     | Speicher (1836)                              | G   | Eugstern 3a 620845 / 211827                             | |
| 197  | BW   | Datei hochladen                                                     | Bauernhaus (1850)                            | G   | Schallenberg 2 616785 / 209059                          | |
| 198  | BW   | Datei hochladen                                                     | Speicher (1722)                              | G   | Eich 1b 619241 / 208374                                 | |
| 203  | BW   | Datei hochladen                                                     | Bauernhaus (1920)                            | G   | Brittern 4 620314 / 212010                              | |
| 203  | BW   | Datei hochladen                                                     | Speicher (1730)                              | G   | Brittern 4a 620353 / 212004                             | |
| 213  | BW   | Datei hochladen                                                     | Bauernhaus (1840)                            | G   | Binzbergstrasse 6 617901 / 208480                       | |
| 218  | BW   | Datei hochladen                                                     | Bauernhaus (1766)                            | G   | Binzbergstrasse 2 617934 / 208333                       | |
| 218  | BW   | Datei hochladen                                                     | Speicher (1749)                              | G   | Binzbergstrasse 2b 617925 / 208369                      | |
| 224  | BW   | Datei hochladen                                                     | Ehemaliges Schulhaus (1778)                  | G   | Mühlegasse 6 617959 / 208268                            | |
| 228  | BW   | Datei hochladen                                                     | Bauernhaus (1793)                            | G   | Brauch 5 620203 / 209812                                | |
| 228  | BW   | Datei hochladen                                                     | Speicher (1783)                              | G   | Brauch 5a 620177 / 209817                               | |
| 235  | BW   | Datei hochladen                                                     | Stöckli (1858)                               | G   | Oberscheidegg 3 620323 / 210841                         | |
| 236  | BW   | Datei hochladen                                                     | Stöckli (1820)                               | G   | Oberscheidegg 5 620267 / 210881                         | |
| 236  | BW   | Datei hochladen                                                     | Bauernhaus (1888)                            | G   | Oberscheidegg 6 620235 / 210876                         | |
| 277  | BW   | Datei hochladen                                                     | Bauernhaus (1886)                            | G   | Neuegg 2 621635 / 209775                                | |
| 277  | BW   | Datei hochladen                                                     | Speicher (1753)                              | G   | Neuegg 7 621588 / 209763                                | |
| 277  | BW   | Datei hochladen                                                     | Gartenlaube (um 1920)                        | G   | Neuegg 2d 621631 / 209762                               | |
| 280  | BW   | Datei hochladen                                                     | Bauernhaus (1773)                            | G   | Buchen 1 617180 / 208327                                | |
| 296  | BW   | Datei hochladen                                                     | Bauernhaus (1798)                            | G   | Mannenberg 3 617373 / 209257                            | |
| 310  | BW   | Datei hochladen                                                     | Bauernhaus (1839)                            | G   | Jöggelihaus 2 619589 / 209081                           | |
| 310  | BW   | Datei hochladen                                                     | Speicher (1762)                              | G   | Jöggelihaus 2c 619621 / 209023                          | |
| 327  | BW   | Datei hochladen                                                     | Bauernhaus (1858)                            | G   | Almisberg 1 618445 / 210323                             | |
| 327  | BW   | Datei hochladen                                                     | Speicher (1734)                              | G   | Almisberg 1b 618472 / 210296                            | |
| 350  | BW   | Datei hochladen                                                     | Bauernhaus (1878)                            | G   | Lehn 2 619086 / 210617                                  | |
| 374  | ja   | Datei hochladen                                                     | Ehemaliges Magazingebäude (1918)             | G   | Rüegsauschachen, Lagerhausweg 8 616899 / 207346         | |
| 374  | BW   | Datei hochladen                                                     | Fabrikgebäude (um 1910)                      | G   | Rüegsauschachen, Lagerhausweg 10 616906 / 207381        | Strassennummer 10 existiert nicht (mehr)                                                             |
| 374  | ja   | Datei hochladen                                                     | Gerbestock (1791)                            | G   | Rüegsauschachen, Lagerhausweg 12 616929 / 207395        | |
| 375  | BW   | Datei hochladen                                                     | Speicher (1906)                              | G   | Oberwintersei 6a 616537 / 208191                        | |
| 386  | BW   | Datei hochladen                                                     | Ofen- und Waschhaus (um 1800)                | G   | Almisbergneuhaus 1d 618697 / 210766                     | |
| 388  | ja   | Datei hochladen                                                     | Wohnhaus (1894)                              | G   | Rüegsauschachen, Lützelflühstrasse 46 616957 / 207191   | |
| 412  | BW   | Datei hochladen                                                     | Scheune (um 1850)                            | G   | Trogweid 1a 621106 / 211434                             | |
| 413  | BW   | Datei hochladen                                                     | Stöckli (1890)                               | G   | Trog 3 621383 / 210897                                  | |
| 413  | BW   | Datei hochladen                                                     | Speicher (1753)                              | G   | Trog 4a 621368 / 210851                                 | |
| 415  | ja   | Datei hochladen                                                     | Wohnhaus (1897)                              | G   | Rüegsauschachen, Rüegsaustrasse 65 617093 / 207665      | |
| 449  | BW   | Datei hochladen                                                     | Stöckli (1806)                               | G   | Niederscheidegg 1 619750 / 210226                       | |
| 449  | BW   | Datei hochladen                                                     | Bauernhaus (1908)                            | G   | Niederscheidegg 2 619666 / 210213                       | |
| 454  | BW   | Datei hochladen                                                     | Bauernhaus (1845)                            | G   | Neuegg 7 621485 / 209812                                | |
| 454  | BW   | Datei hochladen                                                     | Speicher (1755)                              | G   | Neuegg 7a 621465 / 209791                               | |
| 473  | BW   | Datei hochladen                                                     | Bauernhaus (1774)                            | G   | Mützigen 6 619985 / 211061                              | |
| 473  | BW   | Datei hochladen                                                     | Speicher (1707)                              | G   | Mützigen 6a 619964 / 211050                             | |
| 491  | BW   | Datei hochladen                                                     | Speicher (1691)                              | G   | Mühlegasse 2a 617875 / 208246                           | |
| 504  | BW   | Datei hochladen                                                     | Bauernhaus (1880)                            | G   | Unterbühl 1 620972 / 210838                             | |
| 511  | BW   | Datei hochladen                                                     | Speicher (1720)                              | G   | Kressgraben 2a 618431 / 209622                          | |
| 513  | BW   | Datei hochladen                                                     | Speicher (1814)                              | G   | Unter Binzberg 3a 618196 / 208766                       | |
| 545  | BW   | Datei hochladen                                                     | Bauernhaus (1776)                            | G   | Brauch 3 620125 / 209807                                | |
| 554  | BW   | Datei hochladen                                                     | Speicher (1757)                              | G   | Trog 2b 621334 / 210857                                 | |
| 560  | BW   | Datei hochladen                                                     | Gasthof Krone (1909)                         | G   | Dorfstrasse 22 619124 / 209301                          | |
| 561  | BW   | Datei hochladen                                                     | Bauernhaus (1726)                            | G   | Ibach 1 619997 / 209250                                 | |
| 561  | BW   | Datei hochladen                                                     | Speicher (1730)                              | G   | Ibach 1a 619961 / 209256                                | |
| 566  | BW   | Datei hochladen                                                     | Bauernhaus (1862)                            | G   | Ober Binzberg 2 618015 / 209225                         | |
| 567  | BW   | Datei hochladen                                                     | Bauernhaus (1924)                            | G   | Unter Binzberg 2 618103 / 208793                        | |
| 569  | BW   | Datei hochladen                                                     | Bauernhaus (1792)                            | G   | Grabenweid 1 617209 / 209293                            | |
| 579  | BW   | Datei hochladen                                                     | Speicher (um 1840)                           | G   | Haueten 2b 619619 / 209451                              | |
| 583  | BW   | Datei hochladen                                                     | Bauernhaus (1897)                            | G   | Schmiedberg 1 618948 / 209951                           | |
| 586  | BW   | Datei hochladen                                                     | Bauernhaus (1904)                            | G   | Lehn 5 618997 / 210617                                  | |
| 586  | BW   | Datei hochladen                                                     | Speicher (1708)                              | G   | Lehn 5b 619041 / 210606                                 | |
| 593  | ja   | Datei hochladen                                                     | Bauernhaus mit Ladeneinbau (1912)            | G   | Hauptstrasse 59 617900 / 208310                         | |
| 621  | BW   | Datei hochladen                                                     | Stöckli (1773/74)                            | G   | Hauptstrasse 57 617849 / 208337                         | |
| 621  | ja   | Datei hochladen                                                     | Speicher (um 1800)                           | G   | Hauptstrasse 57a 617867 / 208291                        | |
| 626  | BW   | Datei hochladen                                                     | Bauernhaus (1827)                            | G   | Oberbühl 1 621098 / 210840                              | |
| 633  | BW   | Datei hochladen                                                     | Bauernhaus (1732)                            | G   | Unterwintersei 2 616107 / 207920                        | |
| 633  | BW   | Datei hochladen                                                     | Stöckli mit Speicherraum (1. Hälfte 19. Jh.) | G   | Unterwintersei 2a 616110 / 207946                       | |
| 636  | BW   | Datei hochladen                                                     | Bauernhaus (1873)                            | G   | Oberscheidegg 4 620330 / 210880                         | |
| 657  | BW   | Datei hochladen                                                     | Bauernhaus (1857)                            | G   | Flüh 1 618334 / 208065                                  | |
| 661  | BW   | Datei hochladen                                                     | Speicher (1738)                              | G   | Häusern 3b 620874 / 211201                              | |
| 683  | BW   | Datei hochladen                                                     | Speicher (um 1750)                           | G   | Zielegut 1a 620520 / 211550                             | |
| 694  | BW   | Datei hochladen                                                     | Ehemaliges Schulhaus (1795)                  | G   | Oberdorf 2 619210 / 209249                              | |
| 699  | ja   | Datei hochladen                                                     | Hängelisteg (1916)                           | G   | Rüegsauschachen, Emmensteg N.N. 616888 / 207024         | Das Objekt liegt hälftig auf dem Gemeindegebiet von Rüegsau (ID 699) und Hasle bei Burgdorf (ID 143) |
| 727  | ja   | Datei hochladen                                                     | Ehemalige Mühle (1820)                       | G   | Rüegsauschachen, Alte Rüegsaustrasse 2 616596 / 207413  | |
| 945  | BW   | Datei hochladen                                                     | Gartenlaube (um 1870)                        | G   | Lützelflühstrasse 64a 617082 / 207193                   | |
| 999  | BW   | Datei hochladen                                                     | Stöckli (1774)                               | G   | Hinterbrittern 1 620549 / 212396                        | |
| 1088 | BW   | Datei hochladen                                                     | Bauernhaus (1856)                            | G   | Mützigen 3 620108 / 211115                              | |
| 1109 | ja   | Datei hochladen                                                     | Ortsmuseum / ehemaliges Ofenhaus (1765)      | G   | Pfarrhausweg 11 617971 / 208175                         | |
| 1280 | BW   | Datei hochladen                                                     | Bauernhaus (1762)                            | G   | Unterwintersei 3 616091 / 207957                        | |
| 1340 | BW   | Datei hochladen                                                     | Speicher (1822)                              | G   | Enzisberg 3a 618644 / 209297                            | |
| 1405 | BW   | Datei hochladen                                                     | Stöckli (1. Hälfte 18. Jh.)                  | G   | Jöggelihaus 3 619644 / 209099                           | |